# Station Chaumont-en-Vexin
Station Chaumont-en-Vexin is een spoorwegstation aan de spoorlijn Saint-Denis - Dieppe. Het ligt in de Franse gemeente Chaumont-en-Vexin in het departement Oise (Hauts-de-France).

## Ligging
Het station ligt op kilometerpunt 60,523 van de spoorlijn Saint-Denis - Dieppe.

## Diensten
Het station wordt aangedaan door treinen van Transilien lijn J tussen Paris Saint-Lazare en Gisors-Embranchement.

## Vorig en volgend station
| Richting             | Vorig station                        | Lijn    | Volgend station              | Richting           |
| -------------------- | ------------------------------------ | ------- | ---------------------------- | ------------------ |
| Gisors-Embranchement | Trie-Château of Gisors-Embranchement | Trans J | Liancourt-Saint-Pierre Chars | Paris Saint-Lazare |